# Амелья
Амелья (итал. Ameglia) — город в Италии, расположен в регионе Лигурия, подчинён административному центру Специя (провинция).
Население составляет 4558 человек (на 2005 г.), плотность населения — 351 чел./км². Занимает площадь 13 км². Почтовый индекс — 19031. Телефонный код — 00187.